# Tempranillo
Tempranillo spada u autohtonu sortu grožđa koja vodi poreklo iz Španije, a nastaje kombinacijom sorti Albillo mayor i la Benedicto. Tempranillo je u Španiju došao zahvaljujući misionarima iz Burgundije, a naziv potiče od španske reči temprano što znači rano.

## Istorijat Tempranilla
Sorta grožđa Tempranillo nastaje od dve sorte, Albillo mayor i la Benedicto. Prva koja je registrovana (Albillo mayor) u Rioji, je sorta koja se uzgaja u centru Iberijskog poluostrva. Sorta  la Benedicto se u sadašnjosti ne uzgaja više, samo je ima u formi ostataka u Aragonu, i pojavljuje se u istorijskim spisima u ekološkoj literatura Španije. Do 17. veka, razne varijante Tempranilla su bile ograničene samo na kontinentalnu Španiju, sada regije Rioja i Valdepans kroz istoriju koriste sortu Tempranillo. Grožđe je preneto i u Ameriku, u formi semena, sa španskim kolonizatorima u 17. veku, gde je zadržalo genetsku strukturu. Zbog slabe otpornosti na bolesti , posebno filoxeru koja je uništila vinograde u 19. veku, Tempranillo nakon obnove vinograda postaje otpornije, ali je to dovelo do toga da se sada razlikuju Tempranillo koji se gaji u Španiji, od Tempranilla u Argentini i Čileu.

## Karakteristike Tempranilla
Tempranillo spada u grožđe crne boje, zrna su različite veličine  i zadebljale kožice. Koriste se za pravljenje crvenog vina i kupažiranje. Boja crvenih vina potiče od pokožice (ljuske), a ne od soka i to je jedna od razlika između crnog i belog vina. Jos jedna razlika jeste što se obavlja alkoholno vrenje izmuljanog grožđa (kljuka), u toku kojeg dolazi do prelaska sastojaka iz čvrstih delova grožđa u vino. Njegov mali nivo alkohola i mala kiselost pogoduju mu da se meša sa drugim sortama.

## Proizvodnja crvenog (crnog) vina
Prilikom proizvodnje crvenog vina primenjuju se operacije: berba, transport i prijem grožđa, muljanje grožđa i odvajanje petljikovine (obavezan proces kod crvenih vina, jer se u petljikovani nalaze jedinjenja koja su gorka i opora i uklanjaju se kasnije da ne bi vino dobilo tu aromu), koristi se za punjenje sudova za fermentaciju (na 25 °C, 15-20 dana), otakanje vina sa komine, prvo pretakanje, drugo pretakanje, bistrenje vina, stabilizacija niskim temperaturama, filtracija i kao krajnji proces sipanje u boce.

## Kupaža Tempranilla
Tempranillo se koristi u kupaži, i čini veliki procenat kupaža. U malom broju slučajeva se koristi u kupažama sa manjim procentom učešća. Zbog slabe kiselosti i količine šećera, obično se mešaju sa sortama Garnacha, Mazuela, Merlot i Cabarnet suvignon. U kupaži sa sortom Mazuela se dobija vino više kiselo. U Australiji se pravi kupaž sa Garnacha i Syrah, a u Portugalu je poznat pod imenom Tinta roriz.

## Nega i čuvanje vina
Nega i čuvanje vina podrazumeva, pretakanje vina, dodavanje vinobrana i dopunjavanje sudova. Pretakanje vina je radnja koja se u toku čuvanja vina najčešće primenjuje. Novo vino, odmah po završetku alkoholnog vrenja, je magličasto mutno jer sadrži kvasce koji se još nisu istaložili, belančevinaste materije, delove pokožice i semenki grožđa, kristale streša (kalijumova so vinske kiseline) i druga jedinjenja koja uslovljavaju njegovu mutnoću. Ove materije se vremenom talože i padaju na dno suda, naročito ćelije kvasca koje počinju da izumiru (autolizuju) tj. kvasac počinje da se raspada. Ukoliko bi vino duže odležavalo na ovakvom talogu miris “raspadnutog kvasca” bi prešao u vino, a to je miris koji podseća na pokvarena jaja. Da bi se ovo sprečilo, potrebno je izvršiti pretakanje vina, što podrazumeva prebacivanje vina iz jednog suda u drugi pomoću pumpe, ali tako da se ne povuče talog.

## Spoljašnje veze
- Kupaza
- Autohtone sorte grozdja